# Caryn Davies
Caryn Davies (ur. 14 kwietnia 1982 w Ithace) – amerykańska wioślarka. Trzykrotna medalistka olimpijska.
Przez wiele lat była członkinią amerykańskiej reprezentacyjnej ósemki. Zdobyła dwa medale igrzysk olimpijskich: srebro w 2004 i złoto cztery lata później. Ma w dorobku trzy tytuły mistrzyni świata w tej konkurencji (2002, 2006 i 2007). W czwórkach była mistrzynią w 2003.

## Osiągnięcia
- Igrzyska Olimpijskie – Pekin 2008 – ósemka – 1. miejsce[3].
- Igrzyska Olimpijskie – Londyn 2012 – ósemka – 1. miejsce